# サミーラ・アッ＝シャフバンダル
サミーラ・アッ=シャフバンダル（سميرة الشهبندر　Samira Shahbandar、1946年 - ）は、イラクの大統領サッダーム・フセインの愛人（第二夫人とも紹介されるが正式な婚姻はしていない）。

## 経歴
サッダームとの間に、彼女にとっては長男、サッダームにとっては三男に当たる息子が1人いるとされるが、サッダームの主治医でもあったアラ・バシールは著書で「サミーラには前の夫との間に子供はいるが、サッダームとの間には子供はいない。」と記しており、インタビューでは「(サッダームとサミーラの間の子供とされる)アリー・サッダーム・フセインは架空の人物」と語っている。
ちなみにサッダーム・フセインの孫に、サミーラとの間に生まれた子とされたアリー・サッダーム・フセインと同姓同名の「アリー・サッダーム・フセイン・マジード」がいる。この孫と混同された可能性が高い。